# Brigitte Vasallo
Brigitte Vasallo (Barcelona, 1973) é uma escritora, professora e ativista antirracista, feminista e LGBTI espanhola, conhecida especialmente por sua crítica da islamofobia de gênero, a denúncia do purplewashing e o homonacionalismo, bem como por sua defesa do poliamor nas relações afetivas.

## Biografia
Filha de uma família galega migrada a França e depois à Catalunha. Tem vivido boa parte de sua vida adulta em Marrocos, o que lhe permitiu adquirir uma perspectiva do pensamento etnocéntrico e colonial hegemónico da sociedade ocidental.
Colabora geralmente com diversos meios de comunicação como eldiario.es, Catalunya Ràdio, Diagonal, La Directa ou Pikara Magazine, além de dar numerosas conferências. Assim mesmo, é docente do Màster de Gènere i Comunicació da Universidade Autónoma de Barcelona.

## Obra
A obra de Brigitte Vasallo estrutura-se em torno de dois eixos principais. Por um lado, analisa a interseccionalidade entre o racismo e a misoginia, particularmente sobre como afeta às mulheres muçulmanas. Neste sentido, denuncia o purplewashing e o pinkwashing, ou como se instrumentaliza o feminismo e os direitos LGBTI para justificar a xenofobia, deixando de ser fins em si mesmos.
Por outro lado, valoriza outras formas de relacionar-se afetivamente, aparte da tradicional monogamia, que superem a fidelidade como um modo de posse e o amor como um bem limitado. No entanto, também adverte como o neoliberalismo pode apropriar-se do poliamor desde uma perspectiva individualista que reproduz as estruturas de poder herdadas e que coisifique as pessoas e seus corpos como um objeto de consumo a mais.

### Livros
- Pornoburka: desventuras del Raval y otras f(r)icciones contemporáneas (2013).[11][12]
- Pensamiento monógamo, terror poliamoroso (2018)[13]
- O desafio poliamoroso: por uma nova política dos afetos (2022)[14]